# Elia Musatti
Elia Musatti (Venezia, 15 aprile 1869 – Venezia, 3 settembre 1936) è stato un politico italiano.

## Biografia
Proveniva da una delle famiglie ebree più importanti di Venezia e vantava un parentado illustre: era figlio dell'industriale Giuseppe Musatti e nipote di Eugenio e Cesare Musatti, l'uno storico e socio dell'Ateneo Veneto, l'altro medico pediatra (uno dei primi in Italia). Sposò la cattolica Emma Leanza da cui ebbe Cesare, iniziatore della psicoanalisi italiana.
Fu il primo deputato socialista di Venezia, venendo eletto per cinque legislature consecutive dal 1909 al 1929. Assai popolare tra il proletariato, nel 1921 fu tra i firmatari del patto di pacificazione tra socialisti e fascisti.
Amico e compagno di partito di Giacomo Matteotti, testimoniò dinanzi all'Alta Corte di Giustizia nel processo per l'accertamento delle cause della sua morte.